# Windheim (Wartmannsroth)
Windheim ist ein Gemeindeteil der Gemeinde Wartmannsroth im unterfränkischen Landkreis Bad Kissingen in Bayern.

## Geographische Lage
Das Pfarrdorf Windheim liegt südöstlich von Wartmannsroth. Die Durchfahrtsstraße von Windheim mündet westwärts in die Staatsstraße 2293 und führt südwärts nach Diebach, einem Gemeindeteil von Hammelburg.

## Geschichte
Die erste bekannte Nennung des Ortes stammt unter dem Namen „Winden“ aus der Zeit um 800; Windheim war damals eine Slawensiedlung der Karolingerzeit. In der Zeit um 1329 war der „Winden“ wie wahrscheinlich auch eine Wasserburg, das Windheimer Schloss, im Ort im Besitz der Herren von Thüngen. Am 14. April 1447 kam das Schloss „Winden“ in den alleinigen Besitz des Dietz von Thüngen. Im Jahr 1660 kam der Ort in den Besitz des Würzburger Juliusspitals.
Nachdem der Ort lange Zeit protestantisch geprägt war, annullierte Abt Johann Bernhard am 28. August 1628 den „Prüdikant zu Windheim“, woraufhin Windheim wieder in seine ursprüngliche katholische Pfarrei Diebach zurückkehrte. Die bisherige protestantische Kirche des Ortes, die als einzige protestantische Kirche der Umgebung auch von Gläubigen aus der Rhön aufgesucht wurde, wurde durch einen katholischen Neubau ersetzt. Im Jahr 1811 wurde Windheim selbstständige Pfarrei, zu der Heckmühle, Morlesau und Völkersleier gehörten.
Von der ersten Schule des Ortes, die sich nahe der Kirche befand und im Jahr 1858 abgerissen wurde, sind lediglich noch Grundmauern vorhanden; ab 1. Oktober 1888 fand Unterricht in einem neuen Schulgebäude statt.
Gegen Ende des Zweiten Weltkrieges wurde Windheim am 9. April von neun Jagdbombern sowie von Artillerie aus Richtung Gräfendorf in Beschuss genommen. 31 Personen und über 60 Stück Vieh verloren ihr Leben; ferner wurden 13 Wohnhäuser und 21 Scheunen zerstört.
Windheim gehörte zu dem am 1. Juli 1972 aufgelösten Landkreis Hammelburg und kam zu diesem Zeitpunkt zum Landkreis Bad Kissingen. Im Rahmen der Gebietsreform in Bayern wurde Windheim mit seinem Gemeindeteil Neumühle am 1. Mai 1978 ein nach Wartmannsroth eingemeindet.

## Bauwerke und Anlagen

### Windheimer Schloss
Das als Wasserburg konzipierte Schloss Windheim wurde von den Herren von Thüngen wahrscheinlich im 13. Jahrhundert errichtet. nach einem Brand im Jahr 1615 wurde es nach dem Dreißigjährigen Krieg wieder aufgebaut. Von 1811 bis 1881 befand sich die örtliche Schule im Schloss. Im Jahr 1882 musste das Anwesen wegen Baufälligkeit abgebrochen werden; an seiner Stelle entstand ein Försterwohnhaus.

### Dorfkapellchen
Laut einer lateinischen Inschrift am Dorfkapellchen wurde dieses erbaut, nachdem ein Amtsvogt des Windheimer Schlosses bei einem Gewitter Schutz unter einem Birnbaum suchte und einen Blitzeinschlag in den Baum unverletzt überlebte. Die Tafel mit der Inschrift trägt die Jahreszahl 1758. Das Dorfkapellchen, das die Vierzehn Nothelfer sowie eine strahlenumkränzte Madonna beherbergt, überstand den Bombenangriff kurz vor Ende des Zweiten Weltkrieges unbeschadet.

### Kirche

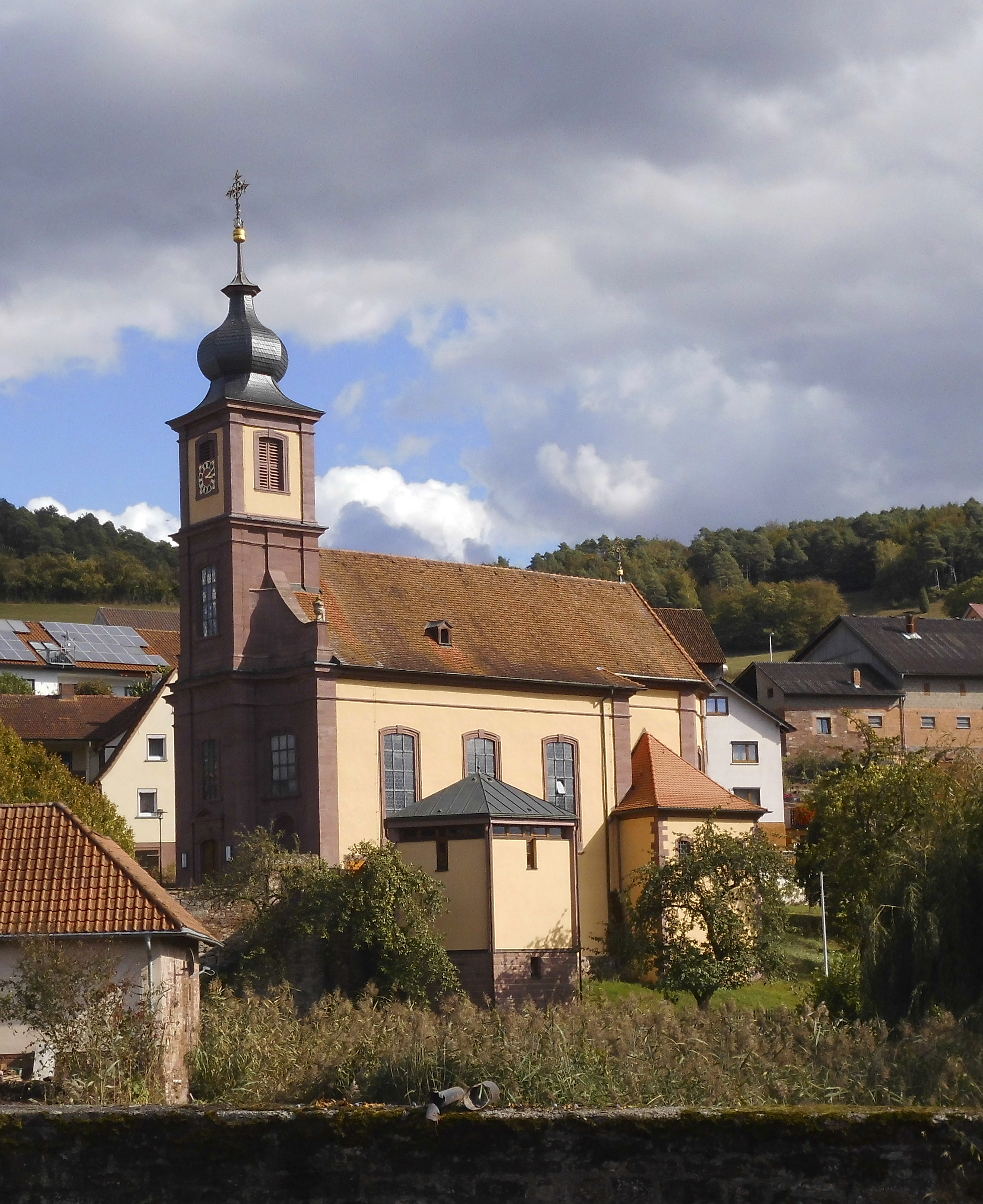
Römisch-Katholische Pfarrkirche St. Ägidius

Eine erste Windheimer Kirche wurde von Philipp von Thüngen im Jahr 1546 als einzige protestantische Kirche der Region errichtet. Nach der Gegenreformation wurde die protestantische Kirche durch die in den Jahren 1765/66 vom Würzburger Juliusspital errichtete St. Ägidius-Kirche ersetzt.